# Терский район (Мурманская область)
Те́рский райо́н — административно-территориальная единица (район) и муниципальное образование (муниципальный район) в юго-восточной части Мурманской области.
Административный центр — посёлок городского типа Умба.

## География
Территория района расположена на юге Мурманской области. С востока и севера граничит с Ловозерским, с запада — с Кандалакшским, с северо-запада — с Кировским и Апатитским районами области. С юга омывается Белым морем. Площадь района — 19,3 тыс. км².

## История
Умба — одно из старейших поселений в Мурманской области.

## Население
| 1989  | 2002  | 2009  | 2010  | 2011  | 2012  | 2013  |
| ----- | ----- | ----- | ----- | ----- | ----- | ----- |
| 9752  | ↘7434 | ↘6249 | ↗6288 | ↘6250 | ↘6044 | ↘5849 |
| 2014  | 2015  | 2016  | 2017  | 2018  | 2019  | 2020  |
| ↘5660 | ↘5566 | ↘5420 | ↘5294 | ↘5224 | ↘5161 | ↘5080 |
| 2021  | 2023  |       |       |       |       |       |
| ↘4682 | ↘4619 |       |       |       |       |       |

Численность населения, проживающего на территории муниципального района, по данным Всероссийской переписи населения 2010 года составляет 6288 человек, из них 2978 мужчин (47,4 %) и 3310 женщин (52,6 %). Крупнейший населенный пункт: Умба — 4031 чел. (2023).

### Урбанизация
В городских условиях (посёлок городского типа Умба) проживают 87,27 % населения района.

### Национальный состав
По переписи населения 2010 года из населения муниципального образования 94,9 % составляют русские, 2,1 % — украинцы, а также 3,0 % других национальностей.
По итогам переписи населения 2020 года проживали следующие национальности (национальности менее 0,1 % и другое, см. в сноске к строке «Другие»):
| Национальность | Численность, чел. | Доля     |
| -------------- | ----------------- | -------- |
| Русские        | 4357              | 93,06 %  |
| Украинцы       | 45                | 0,96 %   |
| Поморы         | 20                | 0,43 %   |
| Армяне         | 13                | 0,28 %   |
| Белорусы       | 11                | 0,23 %   |
| Карелы         | 10                | 0,21 %   |
| Саамы          | 10                | 0,21 %   |
| Татары         | 8                 | 0,17 %   |
| Лезгины        | 5                 | 0,11 %   |
| Башкиры        | 5                 | 0,11 %   |
| Другие         | 198               | 4,23 %   |
| Итого          | 4682              | 100,00 % |

## Административное устройство
В Терском районе 12 населённых пунктов в составе одного городского и одного сельского поселений:
| № | Городское и сельские поселения | Административный центр | Количество населённых пунктов | Население | Площадь, км2 |
| - | ------------------------------ | ---------------------- | ----------------------------- | --------- | ------------ |
| 1 | Городское поселение Умба       | пгт Умба               | 4                             | ↘4053     |              |
| 2 | Сельское поселение Варзуга     | село Варзуга           | 8                             | ↗566      |              |

Населённые пункты
| Умба     | ↘4031 |
| Варзуга  | ↘363  |
| Чаваньга | ↘87   |
| Кузомень | ↗84   |

| Чапома     | ↘81 |
| Кашкаранцы | ↘79 |
| Оленица    | →27 |
| Тетрино    | ↘18 |

| Пялица             | ↗14 |
| Маяк Никодимский   | ↘3  |
| Восточное Мунозеро | →0  |
| Индель             | →0  |

## Экономика
Район посещает до 3 тысяч иностранных туристов и несколько тысяч российских ежегодно. Спортивная рыбалка на лососёвые — основа туризма. Существует ряд лесопилорам. В районе выращивают картофель, капусту, однолетние травы. Разводят крупный рогатый скот, овец, коз, свиней, кроликов (в личных подсобных хозяйствах). Ведётся добыча гранита, кварцито-песчаника. Существует ряд кустарных камнеобрабатывающих цехов на сувенирные цели.

## Транспорт
До Варзуги можно доехать по дороге, которая асфальтирована примерно до Умбы. Через реку в Варзуге нет моста, действует паром. За Варзугой дорога носит условный характер. Из Кандалакши до Умбы и ряда других мест ходят автобусы. В отдаленные восточные сёла Терского района иногда можно добраться из Мурманска на теплоходе «Клавдия Еланская».

## Достопримечательности
- Каменный лабиринт («вавилон»), также называемый Умбским лабиринтом, — археологический памятник на мысе Аннин крест в Белом море, в 13 км к западу от Умбы. Время создания ориентировочно оценивается XVIII—XVI веками до н. э.
- Могильники XII—XIII веков на южном берегу Кольского полуострова в районе реки Варзуги и архангельский (заостровский) клад XII века на реке Виткурье являются самыми северных археологическими местонахождениями развитого средневековья, свидетельствующих об этнокультурных традициях этого региона и о начальных контактах его с древнерусским миром[23].
- Полуостров Турий — памятник природы — место концентрации редких видов растений.
- Мыс Корабль (Кандалакшский залив) — геологический памятник природы федерального значения минералогического типа. Находится в 16 км к востоку от села Кашкаранцы. Первые упоминания об аметистах с мыса Корабль относятся к XVI веку.
- Церкви Варзуги.

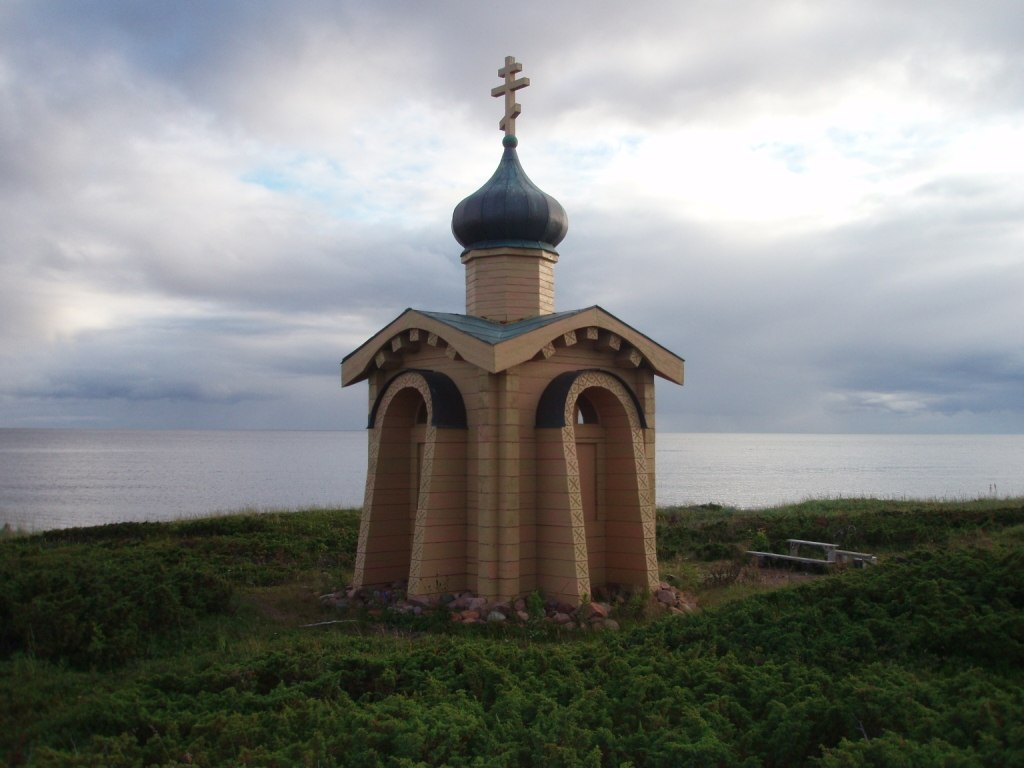

- Часовня на тоне Точильной, в 8 км от села Кашкаранцы. В советские времена часовня была разрушена. Восстановлена в 2003 году.
- Родник, который находится близ часовни Безымянного инока Терского. Считается целебным. Местные жители рассказывают, что родник появился сразу после того, как была построена часовня.

Достопримечательности посёлка Умба — см. Умба (посёлок городского типа)#Достопримечательности.

## Города-побратимы
- Деатну-Тана[24]